# 온천중학교
온천중학교(溫泉中學校)는 대한민국 부산광역시 동래구 온천동에 있는 공립 중학교이다.

## 학교 연혁
- 1988년 8월 12일 : 학교 신축 공사 착공
- 1989년 1월 6일 : 온천여자 중학교 설립인가(30학급)
- 1989년 3월 1일 : 개교, 초대 이종삼 교장 취임
- 1989년 3월 6일 : 제1회 입학식
- 1992년 2월 14일 : 제1회 졸업식
- 1998년 3월 1일 : 온천 중학교로 교명 변경(남,녀 공학)
- 2014년 2월 28일 : 수학교과 2개 교실, 영어교과 2개 교실, 위클래스 사업 완료
- 2018년 4월 30일 : 급식실 이전 및 현대화 사업 완공
- 2018년 5월 23일 : 5층 교실 증축공사 준공
- 2020년 2월 12일 : 제29회 졸업식(7학급 남 74명, 여 77명, 총 졸업생수 10,622명)
- 2024년 2월 8일 : 제33회 졸업식(6학급 남 94명, 여 84명 총 178명)
- 2024년 3월 4일 : 제36회 입학식(7학급 남 94명, 여 105명 총 199명)
- 2024년 9월 1일 : 제15대 곽강연 교장 취임

## 참고 자료
- 온천중학교 - 한국교육학술정보원 학교알리미